# 영화 제작

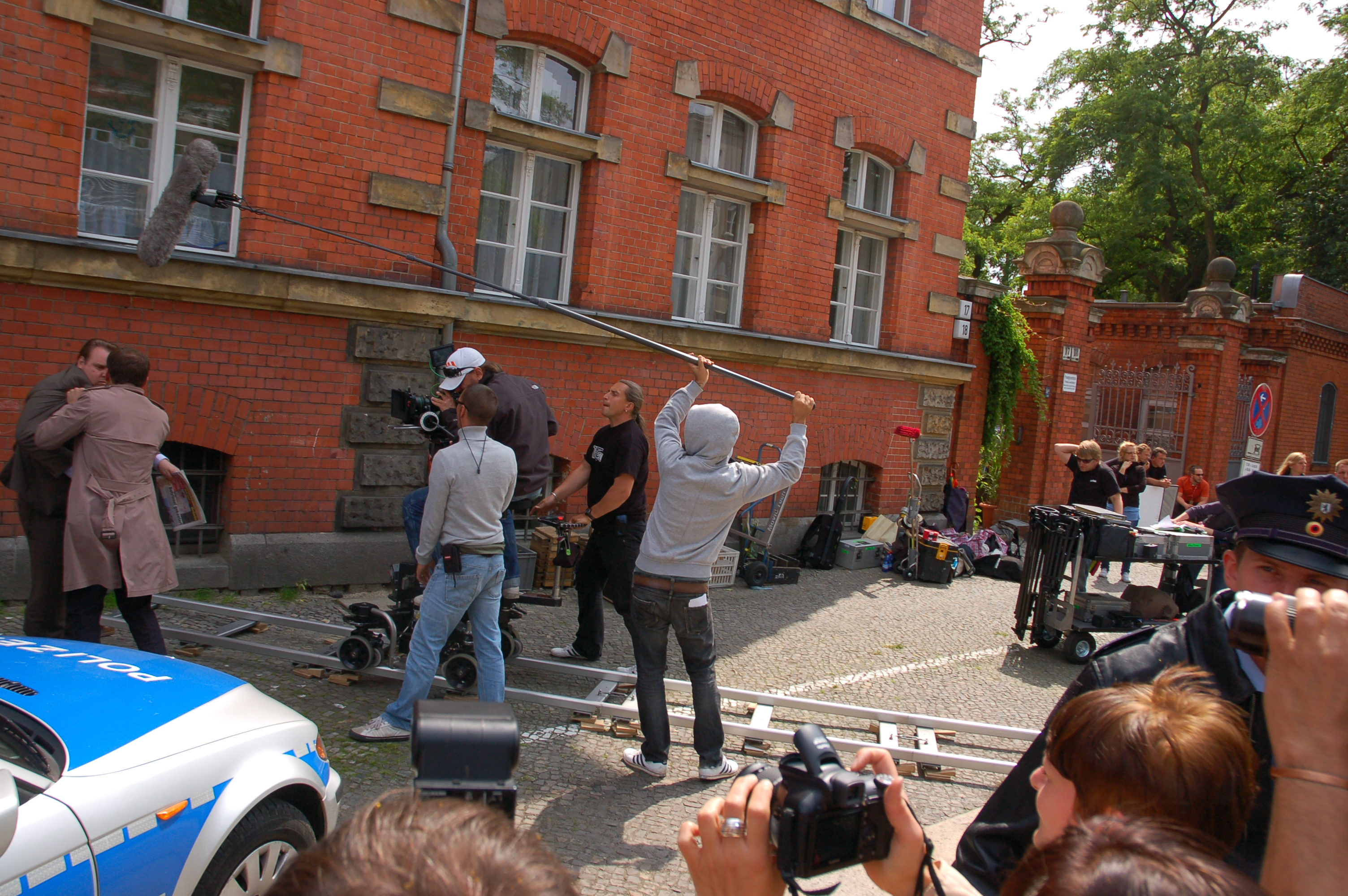
촬영 중인 사람들

영화 제작(映畵製作) 또는 필름메이킹(영어: filmmaking)은 영화를 제작하는 데 있어서 모든 과정을 뜻한다.
영화가 다른 예술의 장르와 다른 점은 무엇보다도 자본의 힘에 의지하지 않고는 이루어질 수 없다는 점이다. 물론 미술이나 음악 등도 어느 정도 자본의 뒷받침이 있어야 되겠으나 영화처럼 많은 자본의 뒷받침을 요하지는 않는다. 상영시간이 1시간 반 내지는 2시간짜리 영화를 만드는 데 한국에서도 보통 몇 억에 가까운 자본이 투입되며, 유럽이나 미국의 경우는 대한민국보다 5배 때로는 50배가 넘는 엄청난 자본이 1편의 영화를 만드는 데 투입되고 있다. 영화의 또 하나의 특성은 한 사람의 예술가에 의해서 이루어지지 않고, 시나리오 작가, 영화 감독, 영화 배우, 카메라맨, 세트 제작가, 조명기사, 녹음기사 등 많은 사람들의 협동작업에 의해서 이루어지는 집단예술의 성격을 띠고 있다는 점이다. 이러한 두 가지 특성으로 인하여 예술이라는 개념과는 거리가 먼 '영화제작'이란 말이 '영화를 만든다'는 의미로 쓰여지며, 그 때문에 영화 제작자라는 직업도 있게 되었다. 

## 프로듀서
예술성과 기업성의 양면을 충분히 고려하고 균형을 잃지 않는 작품의 제작방법을 설정할 담당자가 무엇보다도 필요하게 된다. 그 역할을 맡은 사람이 제작자(프로듀서)이다. 대한민국의 경우, 그 역할은 영화 회사의 대표 또는 실질적인 제작비 부담자인 흥행사가 맡게 되고, 그 밑에 어소시에이트 프로듀서(associate producer)가 도와 지휘를 받는 형식으로 진행된다. 제작의 기획자에 의해 입안되고 기획회의에 제출, 토의되지만, 제작이 결정되면 프로듀서가 전책임자가 된다. 그러나 기획은 프로듀서가 스스로 입안하여 기획회의에 제출하는 경우도 있고, 감독이 생각하여 프로듀서와 협의하는 경우도 있다. 통상적으로는 먼저 기획을 입안한 프로듀서가 시나리오 작가를 선정하여 작품의 집필을 의뢰하고, 그 후에 감독을 선정하여 합의하든가, 또는 감독을 먼저 선정하여 후에 시나리오 작가에게 집필을 부탁하고, 그 제1고를 읽어 다시 주문을 하든가 개작을 시키든가 하는 식으로 진행된다. 원작을 저명한 문학 작품으로 할 것인가, 전체의 구상을 어떤 규모로 할 것인가에 따라 작품의 골격도 달라지고, 배우의 인선 여하에도 상위가 생기게 된다.
제작자는 한 영화를 만드는 데 필요한 자본을 마련하는 동시에, 영화를 만드는 데 필요한 모든 인적 요소를 확보하고, 시나리오의 선택, 촬영에서 상업적인 흥행에까지 이끌고 가는 기업주라고 볼 수 있다. 흔히 영화 제작자라 하면 2가지에만 전렴하는 자본가, 즉 어떻게 하면 가장 적은 돈으로 영화를 만들어, 가장 높은 흥행성적을 단시일내에 올리는가 하는데만 전념하는 투기업자처럼 인정되어 왔다. 그러나 사실은 좀더 복잡한 성격을 지니고 있다. 우선 제작자들은 영화의 기초가 되는 소재와 주제를 선택하고 시나리오의 집필을 의뢰한다. 이 시나리오의 선택에 있어 그들은 흥행적인 승패에 관한 계산을 할 줄 알아야 한다. 제작자의 최고의 관심사는 한 영화를 가지고 어느 만큼 관객을 동원할 수 있느냐 하는 데 있으며, 군중심리와 대중의 유행·취미 등을 이해하는 동시에, 흥행의 생리에 대한 일가견을 가지고 있어야 한다. 이어서 감독, 촬영, 녹음, 편집, 음악, 미술 등 예술적 스태프와 진행 등의 행정적인 스태프를 선택하는 동시에, 감독과 더불어 출연 배우의 선택에도 관여하게 되므로 그들의 영향은 상업적인 면에 한다는 것이 아니라 필연적으로 영화의 예술적인 성과에도 영향을 미치게 된다. 영화 제작자는 경영자로서의 뛰어난 능력을 가지고 있어야 하지만 동시에 영화의 예술적인 측면에 대한 깊은 이해가 있어야 하며, 그럼으로써 상업성과 예술성을 조화시킬 줄 알아야 한다. 영화 제작자가 기업적인 타산에 보다 관심을 가지게 되는 것은 당연하며, 이러한 영화제작자의 흥행지상주의를 견제하고, 또한 그렇게 함으로써 영화의 지나친 상업적 타락을 막아야 하는 입장에 있는 것이 영화 감독이다. 감독이 제작자의 상업주의에 무조건 굴복하고 말 때 영화는 예술적인 면에서만 아니라 결과적으로 상업적인 면에서도 실패하기 쉽다. 제작자의 입장에서 볼 때 영화는 어디까지나 기업임에 틀림 없다. 그러므로 시나리오가 결정되면 그 시나리오에 따라 세밀한 제작비가 사출되어야 하며, 일단 제작비에 대한 예산이 세워지면 충실히 지켜야 하는 것은 당연하다.

## 과정
현재 영화의 제작은 상업영화의 경우, 프로듀서의 전면적인 책임하에서 시작된다. 그것은 영화란 것이 예술성과 동시에 기업성을 갖고 있기 때문이다. 영화는 소설, 시, 회화, 조각 등과 같은 개인예술이 아니라, 여러 분야로 나뉜 부문별 담당자가 협력하여 이루어내는 종합예술이며, 제작비도 상당한 것이지만, 공개방법에 있어서도 많은 수의 사람을 일당에 모아 보게 하는 방법을 취하고 있다. 그 위에 영화관에도 막대한 시설비가 들게 되고 만사에 있어서 다른 예술에는 없는 경비가 들게 마련이다. 이것을 회수하여 다음 작품을 제작할 이윤을 얻기 위하여서는 주도면밀한 기업적 경영계획을 하여야 한다. 프로듀서가 결정되면 영화제작은 다음과 같은 준비단계에 들어가게 된다.
1. 메인 스태프(main staff)의 결정 : 촬영 감독, 미술 감독, 조명주임, 녹음주임, 음악가를 가리키며, 여기에 제1조감독과 제작 주임이 참가한다. 이 제작 주임은 작업의 진행계로서, 프로듀서와 합의하여 제작 스케줄표를 작성하고 전원이 스케줄대로 움직여 제작이 진행되고 있는지를 감시한다.
2. 시나리오의 배부 : 메인 스태프에 대하여서지만, 이 결정고가 가능하기까지에는 회사의 수뇌부와 프로듀서와의 검토가 있고 몇 번의 개작이 되풀이된다. 예를 들면 제작 일수와 제작비를 고려하여 세트가 삭제되고, 로케이션 촬영이 줄어드는 경우도 있다.
3. 스태프 회의(staff discussion) : 서로간의 의견의 차이를 해소하고 작품의 목적에 전원의 의견이 일치되기까지의 토의를 말한다
4. 배역회의 : 각자가 의견을 발표하여 사정(즉 제작 여건)이 허락하는 한도내에서 적역의 인선을 한다.
5. 전 스태프 편성 : 메인 스태프에 따른 조수나 타부문에서 미결정 부문을 결정한다.
6. 카메라 테스트(camera test) : 사용할 카메라의 성능을 검사한다.
7. 영화 미술에 관한 회의 : 작품의 목적을 이해한 담당자(아트 디렉터)가 세트, 기타의 기본적 이미지를 구상한다.
8. 배역 결정 : 출연 배우를 전원 확정한다.
9. 시나리오에 대한 회의 : 주요 부문의 담당자들이 열석하여 시나리오를 읽은 감독으로부터 연출의도의 대요를 듣는다. 여기서 중요한 것은 회의 직후에 행해지는 회합으로서, 감독으로부터는 작품의 목적, 톤(tone) 등의 예술적 효과에 관한 주문이 나오고, 한편 프로듀서로부터는 작품의 격, 제작 일정의 예상 등 실무적 제안이 있고, 이에 대하여 스태프 측에서의 희망과 요구도 나온다. 그리고 그에 따라 제작 주임은 경리부와 연락하면서 프로듀서가 지시한 총예산에 맞추어 모든 것이 원활하게 진행되도록 각 부문과 예산을 절충한다.
10. 로케이션 헌팅(location hunting) : 얘기의 배경 또는 무대가 되는 옥외 실경의 선택으로, 미리 후보 지역을 답사한다. 주로 감독과 카메라맨이 가지만 특별한 경우에는 미술 감독도 동행한다.
11. 의상, 소도구의 조사 : 감독과 미술부가 연출 플랜과 합치되고 있는가 어떤가를 조사한다.
12. 영화미술 결정 : 세트를 비롯하여 작품의 총디자인을 마무리짓는 것이다.
13. 예산 재검토 : 당초 견적의 개산을 수정하여 정확한 액수를 산출한다.
14. 각 부문의 준비
15. 감독의 촬영 콘티 작성, 미술부의 세트 고안, 촬영자의 카메라 준비, 조명부, 녹음부의 기재 정비, 선전 스틸(steel)의 작성, 촬영 개시의 대기, 크랭크 인(촬영 개시) : 감독은 각 신(scene)의 쇼트(shot)가 변하는 것과 같이 연출 플랜을 이야기의 진행순서에 따라 상세하고도 구체적으로 묘사하고, 이와 병행하여 가능하다면 화면구도, 인물의 사이즈, 카메라 각도 등이 관계자에게도 이해될 수 있도록 스케치해 둔다. 전자를 콘티, 후자를 그림 콘티라 하고, 이것은 촬영 현장에서 중요한 설계도가 된다. 녹음부가 준비하는 것은 동시 녹음(synchronized system)이 가능한 경우이고, 후시 녹음(after recording)을 하는 경우에는 그 준비는 촬영이 끝난 다음에 하게 된다.

### 촬영
촬영 중 중요한 것은 예술면은 감독의 콘티에 따르고 사무적으로는 제작 스케줄표에 의하여 진행된다는 것이다. 그러나 천후 관계나 예기치 못한 고장으로 예정이 어긋날 때도 있다. 촬영은 작품의 구성(plot)의 진행순서에 따라 행해야 하는 것은 아니며 마지막 장면에서부터 시작하는 경우도 있지만, 그때는 콘티가 유일한 길잡이가 된다. 배우의 연기는 콘티에 있는 각 쇼트(shot)의 촬영 전에 감독의 지도로 행해진다. 그리곤 감독은 자기 이미지와 일치할 때까지 배우에게 요구하고 수정시킨다.

### 편집
모든 촬영이 완료되면 크랭크 업(crank up)하여 현상된 영화를 연결하여 편집(editing)에 들어간다. 보통은 편집자(editor)가 있어서 감독의 의도를 좇아 편집한다. 이리하여 촬영된 필름을 한 편의 영화로 편집한 것을 올 러시(all rush)라 하고, 네가(陰畵, negative) 정리를 함과 병행하여, 음악, 의음의 녹음을 한 사운드 필름(sound film)과 동조시킴으로써 비로소 작품이 탄생하게 된다. 이 밖의 각종 예술효과적 작업은 감독을 중심으로 전원이 일체가 되어 수행한다.

### 배급
원래 배급이란 제작, 완성된 작품을 사거나 또는 위탁을 받아서 흥행사에게 빌려주고 돈을 받는 일을 말한다. 하지만 이것은 영화가 기업화되고 영화 산업이 정상적인 구조를 형성하고 있는 경우에 해당되는 것이다. 대한민국처럼 흥행사가 제작에 참가하는 것이 일반화된 나라에서는 배급의 과정은 이미 존재하지 않는다. 외국 영화가 모국으로 배급될 경우, 완성 작품이 수입되면 바로 번역에 들어간다. 음(sound)과 대사는 그대로 번역된 자막으로 변하여, 화면의 한 모퉁이에 삽입된 수퍼 임포즈판(super impose版)으로 할 것인지, 번역된 언어의 해설을 붙인 해설판으로 할 것인지, 또는 음과 대사를 성우를 동원할 것인지를 결정한다. 대부분의 영화가 수퍼 임포즈판으로 취해지며, 해설판은 다큐멘터리 영화 등에 해당된다. 성우를 필요로 하는 것은 대부분 애니메이션 영화이다.

### 흥행
흥행은 영화관에서 공개하는 것을 말하며, 상업영화는 이 경로를 밟는다.

### 로드 쇼
로드 쇼(road show)는 주요 도시의 특정 극장을 선택하여 행하는 특별 흥행으로서, 입장료도 비싼 경우가 보통이다. 로드 쇼(road show)의 어원은 미국 영화업자가 신작의 인기 테스트를 위하여 시험적으로 행하였던 특정 지역의 단기흥행에 붙여진 명칭이다. 하지만, 대한민국의 경우 현재 전국적으로 동시 개봉되는 특별흥행에 붙이는 명칭이 되었다.

### 예술 극장
예술 극장(art theatre)은 유럽, 미국, 일본 일본 등지에 있는 특수극장의 일종으로, 일반적인 흥행방식으로는 성공할지 어떨지 알 수 없는 특수한 성격의 영화를 특별히 선택하여 상영하는 형태이다. 예술적으로 창의를 발휘하고자 한 실험작이나 의욕적인 작품이 많으며, 그로 인하여 열렬한 영화학도나 영화 애호가가 모여 들어 의외의 흥행 성공을 가져 올 경우도 있다. 이런 종류의 영화관은 소극장이 많은 미국, 유럽의 대도시에는 예전부터 존재하였고, 파리, 런던, 뉴욕 등에서는 하나의 명물로 되어 있다.

### 독점 롱 런
독점 롱 런은 장기간에 걸친 단독흥행으로서 일반 극장에서는 이 형식의 영화를 상영할 수 없으며, 또 제작 편수도 많지 않기 때문에 자연히 특정 영화관에서 장기간에 걸쳐 흥행하게 된다.

### 수시 공개
일반 흥행의 형태는 아니지만 특수한 문화기관이 행하는 필름 라이브러리(film library)의 경우를 말한다. 대한민국의 경우, 주한 프랑스 대사관 부설의 프랑스 문화관에서 행하는 프랑스 영화 감상회 및 미국 공보원이 주관하는 미국 언더그라운드 필름 페스티벌 등이 이에 속한다 할 수 있다.

## 같이 보기
- 시네마토그래피
- 스테디캠
- DOF 어댑터
- 필르마이징(필름룩)
- 헬리캠
- 쿼드콥터
- 항공촬영
- 모션 캡처
- GoPro
- 촬영 기법(영어판)
- 스크린라이팅(영어판)
- 프리프로덕션
- 프로덕션 (영화)
- 포스트프로덕션